# Adáshiba
Az Adáshiba (eredeti címe „Ó, vidd csak szépen a sálat is!”) Szakonyi Károly színműve, melyet a Vígszínház felkérésre írt 1970-ben. A szinopszist már jóval korábban elkészítette, de egy darabig nem foglalkozott vele, mivel lekötötte a Francia Tanya és az Ördöghegy írása. A kész változatot végül Nagymaroson fejezte be nyolc nap alatt. A kész munkának az Ó, vidd csak szépen a sálat is! címet adta (utalva a cselekmény egy fontos pontjára), azonban Várkonyi Zoltán (a Vígszínház akkori igazgatója) tanácsára végül a címet az Adáshibára változtatta, mivel Várkonyi szerint az eredeti cím túl hosszú, elriasztaná a nézőket.
A darabot végül 1970-ben mutatták be a Pesti Színházban, Várkonyi Zoltán rendezésében, a főszerepeket Páger Antal, Bulla Elma, Béres Ilona, Ernyey Béla, Halász Judit, Nagy Gábor és Tahi Tóth László alakítják. A darabot azóta majdnem százszor mutatták be több kis- és nagyváros színházában, de Európa legnagyobb teátrumaiban is bemutatták már, még Törökországban is, ahol az ország kultúrájához igazították a darab rendezését.
Első alkalommal a Harmincnégy ember című kötetben jelent meg a Szépirodalmi Könyvkiadónál, 1971-ben. A színműből 1979-ben tévéfilm készült Ruszt József rendezésében, Tolnay Klári, Pataky Jenő, Hőgye Zsuzsa és Balázs Péter főszereplésével.
Szakonyi Károly a Digitális Irodalmi Akadémia (DIA) alapítója. Az Akadémia oldalán elérhető Szakonyi Károly összes műve, így az Adáshiba is.

## A mű szerkezete
A darab középpontjában a televízió áll, így a legötletesebb megoldás a tévé helyének megtalálása. „A tévé a legfontosabb. Pedig nincs is a színpadon, mégis ott van, de mennyire! Hiszen a darab kezdetén már be van kapcsolva, s ki sem kapcsolják az előadás végéig.” A tévé nem valóságos tárgy, hanem a képernyő maga a színpadnyílás, így a szereplők leginkább akkor is a nézőtér felé bámulnak mereven, ha egymáshoz szólnak. Mi következik ebből a dramaturgiát illetően? Az, hogy a szerzőnek a szereplők dialógusaiba kellett belefogalmazni az éppen aktuális látványt, így mindig másodkézből kapunk információkat és értékítéletet arról. Tekintettel az egész estét betöltő műsorkínálatra, annak is üzenetértéke lesz, hogy kit melyik műsor untat vagy szórakoztat, illetve, hogy ki hogyan reflektál a tévében felvillanó valóságelemekre. Dönci például sajnálja, hogy nem a focimeccs estéjére tették a családi találkozót, és a kulturális értéket közvetítő gálaestet elviselhetetlenül unalmasnak tartja. Saci hihetetlen butaságokat mond, amikor olaszországi nyaralásuk helyszíne kapcsán az ahhoz közeli vécét említi, magát a várost először nem ismerve fel. A papának elege van a fejlődést illusztráló kohókból, helyettük inkább csinos hölgyeket nézegetne. A felszolgálással elfoglalt mama néhány könnyed dallamra tánclépésekben grasszál. A krimi több szereplőt egybekovácsol. A híradó zenéjét is kórusban visszhangozzák. Az Imrust lenyűgöző Holdra szállást ugyanezek tüntetően unják, még el is fordulnak a készülékbálványtól. Vanda az egyetlen szereplő, akit nem izgat a tévé.

## A mű háttere
A Magyar Televízió rendszeres adása 1958-ban kezdődött. A készülék az átlagember otthonában az 1960-as évek végén, illetve a 70-es évek elején jelent meg. A műben a holdra szállást közvetítik, tehát 1969-ben vagyunk, a Kádár-korszak lassan puhuló (még nem a klasszikus értelemben vett puha) diktatúrájában. Ekkor már utazhattak Olaszba, Jugóba a nem veszélyes egyedek, a butaság, a meghunyászkodás, az elvtelenség, az ügyeskedés időszaka ez. "Aki nincs ellenünk, az velünk van" – hangoztatta néhány évvel később Kádár János, aki egy idő után az ún. „legvidámabb barakk” jóságos integetős bácsikájává válik feledtetni kívánva egy egész országgal, amit 1956-ban és közvetlenül utána művelt. És az ország egyik fele valóban tragikusan amnéziássá lesz. Az átlagember örül a Trabantnak – amelyre éveket kell várnia –, boldog az államtól kapott panelben, felvonul május 1-jén, közben ingyensört vedel és virslit zabál, és merészebb álmaiban egy balatoni telek büszke tulajdonosa. Nem izgatja, mit miből ad neki az állam, sőt még el is hiszi, hogy neki, mint az uralkodó osztály tagjának ez meg az jár, s ha kevésbé meggyőződéses, gerinctelenül inkább befogja a száját, nehogy valami kellemetlenség érje (Uraim, csak ne politizáljunk! – fogalmazza meg egy korabeli vicc szállóigévé vált poénja.)
A televízió a társadalmi tudat formálásának egyik leghatásosabb eszközévé kezd válni. Ekkor a sikerpropagandán kívül az andalítás, a figyelemelterelés és a szórakoztatás a legfőbb funkciója. A lényeg az hogy a jónép általános közérzete jó legyen, a lét igazán fontos dolgairól minél kevesebben elmélkedjenek.[forrás?]

## Cselekmény
Szakonyi Károly kétfelvonásos komédiaként címkézte művét a következő megjegyzéssel: „Történik napjainkban, sajnos.” A cselekmény 1969-ben játszódik egy születésnapi összejövetel alatt. A kétfelvonásos mű helyszíne végig ugyanaz: egy kis családi ház nappalija. A szoba berendezése átlagos, de néhány régi bútor, egy-két ósdi fotel még megmaradt a családi hagyatékból. Könyv sehol. Értéktelen csecsebecséből viszont annál több.
„A főszereplő a televízió, legalábbis olyan értelemben, hogy alapvető cselekménye a televízió-nézés. Amikor írtam a darabot, úgy képzeltem, hogy olyan a képernyő, mint a gyereknek a csörgő: rázzák előtte és akkor a gyerek nem sír. Ez a darab vígjáték, komédia. De keserű komédia?” (Szakonyi Károly)
A Bódog család legkisebb fiuk, Imrus születésnapját ünnepelendő gyűlnek össze. Albérlőjükhöz, az Emberfi nevű titokzatos fiatalemberhez halász-forma barátja érkezik (ebben a hónapban már a tizenkettedik) de ez senkinek nem tűnik fel. A család ugyanis folyton a televíziót nézi. Átjön kerekesszékhez kötött szomszédjuk is, de senki nem törődik senkivel, nem veszik észre a furcsa fiatalember csodatételeit sem (a vizet borrá változtatja, a béna szomszéd gyógyultan áll föl tolószékéből), csak akkor jönnek izgalomba, amikor az kikapcsolja a tévét, akkor is csak azért, mert nem tudnak szerelőt keríteni. A Krisztosz nevű hosszú hajú fiatalember föladja: megszünteti az adáshibát, és távozik. Mindenki visszaül a készülék elé, észre sem veszik, hogy legkisebb fiuk, Imrus is elmegy – úgy érezve valahol másutt kell megkeresnie a maga üdvösségét.

## Színpadi előadás
Rendező: Várkonyi Zoltán
Díszlettervező: Drégely László
Jelmeztervező: Kemenes Fanni
Szereplők: Páger Antal (Bódog), Bulla Elma (Bódogné), Béres Ilona (Vanda), Ernyey Béla (Dönci), Halász Judit (Saci), Nagy Gábor (Imrus), Tahi Tóth László (Emberfi).
Az Adáshiba ősbemutatóját 1970-ben tartották a Pesti Színházban, melyet gyors siker követett, mind a darab, mind a rendezés pozitív kritikákat kapott, így több évadon át műsoron maradt az Adáshiba. Szakonyi Károly a budapesti Baár–Madas Református Gimnáziumban tartott előadásában elmesélte, hogy maga Kádár is megjelent az egyik előadáson feleségével együtt, s a felvonások közti szünetben találkoztak is egymással. Kádár egyszerűen kommentálta a látottakat: „Hát, mi is így nézzük otthon a tévét”. Az előadásról filmfelvétel is készült a Magyar Televízió számára, amely VHS-en is megjelent.
1970 óta az országban több budapesti és vidéki színházban is bemutatták már különböző szereposztásban. A darab azonban Európában is sikert aratott, a bemutató után körbejárta a kontinenst. 1971-ben Németországban, Lengyelországban, Bulgáriában, a Szovjetunióban mutatták be. De a darab legérdekesebb tálalása Törökországban volt, ahol a helyi vallási környezetbe helyezték a darabot. Szó volt róla, hogy Szakonyi darabját az Egyesült Államokban is bemutatják, maga Neil Simon érdeklődött a darab iránt, tervei között szerepelt a mű egy amerikanizált változatának elkészítése. Végül különböző okokból kifolyólag ez a terv meghiúsult.
1970 óta a darabot körülbelül százszor mutatták be (beleértve a kisebb, egyszeri rendezéseket is), ez különleges rekordnak számít a magyar színművek között.

## Feldolgozások
A darabból 1979-ben Ruszt József rendezett tévéfilmet Pataky Jenő és Tolnay Klári főszereplésével.

## Fontosabb bemutatók
- 1970 – Pesti Színház, r.: Várkonyi Zoltán
- 1970 – Veszprémi Petőfi Színház, r.: Pethes György
- 1970 – Kaposvári Csíky Gergely Színház, r.: Laczkó Mihály
- 1970 – Szigligeti Színház, r.: Bor József
- 1970 – Békés Megyei Jókai Színház, r.: Sándor János
- 1971 – Kecskeméti Katona József Színház, r.: Ruszt József
- 1982 – Szegedi Nemzeti Színház, r.: Horváth Zoltán
- 1984 – Játékszín, r.: Berényi Gábor
- 1994 – Karinthy Színház, r.: Karinthy Márton
- 2002 – Pécsi Nemzeti Színház, r.: Bezerédi Zoltán
- 2004 – Győri Nemzeti Színház, r.: Forgács Péter
- 2010 – Gózon Gyula Kamaraszínház, r.: Szarka János
- 2011 – Szigligeti Színház, r.: Málnay Levente
- 2011 – Móricz Zsigmond Színház, r.: Keszég László
- 2012 – Veszprémi Petőfi Színház, r.: Tordy Géza
- 2013 – Kaposvári Csíky Gergely Színház, r.: Funtek Frigyes
- 2020 – Pécsi Harmadik Színház, r.: Vincze János
- 2022 – Játékszín, r.: Bagó Bertalan

## Szereplők
A szülők átélték a huszadik századi rendszereket, melyek ígértek valamit és nem adtak semmit, ezért már semmiben sem hisznek, gyermekeiknek sem tudnak útmutatást adni.
Dönci tökéletesen belesimult a rendszerbe, nem érdekli más, mint a státusszimbólumok megszerzése: garázs, balatoni nyaraló.
Saci egy kicsikét korlátolt tudatú, jól jellemzi, hogy az olaszországi nyaralásból csak a vécé maradt meg, illetve az, hogy állandóan okoskodik (például a férje munkájával kapcsolatban).
Vanda magányos, és reménytelen, nem tud mit kezdeni az életével, ő az egyetlen, akit nem izgat a tévé. Keresi Emberfi társaságát, abban bízik, hogy majd Emberfi megváltoztatja az életét.
Imrus „a mesebeli legkisebb fiú”, őt érdeklik még az eszmények, és hajlandó „szerencsét próbálni”, megkeresni az igazságot, a tévéből csak a Holdra szállás érdekli, ami rajta kívül senkit sem izgat.
Emberfi egy archetípus, aki több, mint egy jó ember, olyan, aki világossá teszi, mivel szemben történnek a dolgok, aki egy eszmét hordoz. Azonban a családon ő sem tud segíteni, még a tévé elrontásával (adáshiba) sem. Elgyöngül az eszme, ha közömbösséggel szembesül. Emberfi egyébként a Jézust, a megváltót szimbolizálja (innen jön a neve is, Krisztosz).